# آنت پوآور
آنت پوآور (فرانسوی: Annette Poivre‎؛ ‏ ۲۴ ژوئن ۱۹۱۷ – ۲ ژوئن ۱۹۸۸) بازیگر اهل کشور فرانسه بود.
از فیلم‌ها یا برنامه‌های تلویزیونی که وی در آنها نقش داشته‌است می‌توان به تازه چه خبر پوسی‌کت؟، مهمانی ۲، خانه شادی، دروازه‌های پاریس، عدالت اجرا شد و دوستان یکشنبه اشاره کرد.